# Metapeltidium
Metapeltidium (łac. metapeltidium) – część prosomy niektórych pajęczaków.
U rozłupnogłowców metapeltidia to dwie płytki (skleryty) położone na szóstym segmencie prosomy, za mezopeltidiami. U głaszczkochodów metapeltidium stanowi pojedynczą płytkę.
U solfug jako metapeltidium określany może być cały szósty segment prosomy, który łączy się ruchomo z poprzedzającym go mezopeltidium, lub tylko jego grzbietowa część. W pierwszym przypadku na mezopeltidium osadzone są odnóża kroczne czwartej pary.